# Piski
Piski (dopełniacz: Pisków, przymiotnik: piskowski) – wieś sołecka w Polsce położona w województwie mazowieckim, w powiecie ostrołęckim, w gminie Czerwin.

## Historia
Wieś szlachecka położona była w drugiej połowie XVI wieku w powiecie ostrołęckim ziemi łomżyńskiej. W latach 1921–1939 wieś leżała w województwie białostockim, w powiecie łomżyńskim, w gminie Piski.
Według Powszechnego Spisu Ludności z 1921 roku wieś zamieszkiwało 308 osób, 235 było wyznania rzymskokatolickiego, 2 prawosławnego, a 71 mojżeszowego. Jednocześnie 304 mieszkańców zadeklarowało polską przynależność narodową, 2 żydowską a 2 rosyjską. Było tu 47 budynków mieszkalnych. Miejscowość należała do miejscowej parafii rzymskokatolickiej. Podlegała pod Sąd Grodzki w Ostrołęce i Okręgowy w Łomży; właściwy urząd pocztowy mieścił się we wsi.
W wyniku napaści ZSRR na Polskę we wrześniu 1939 miejscowość znalazła się pod okupacją sowiecką, a od czerwca 1941 roku pod okupacją niemiecką. Od 22 lipca 1941 do 1945 włączona w skład Landkreis Lomscha, Bezirk Bialystok III Rzeszy.
Do 1954 roku istniała gmina Piski, następnie do 1972 r. gromada Piski.
W latach 1975–1998 miejscowość administracyjnie należała do województwa ostrołęckiego.
W miejscowości znajduje się kościół, który jest siedzibą parafii św. Jana Chrzciciela.
16 września 1931 we wsi Piski urodził się arcybiskup Tadeusz Gocłowski (zm. 3 maja 2016), 1983-1992 biskup gdański, 1992-2008 arcybiskup metropolita gdański.